# رايموندو فارغاس ساينز
رايموندو فارغاس ساينز (بالإسبانية: Raymundo Vargas Sáenz)‏ هو سياسي مكسيكي، ولد في 15 سبتمبر 1987 في ولاية مكسيكو في المكسيك. حزبياً، نشط في Ecologist Green Party of Mexico ‏. وقد انتخب عضو مجلس النواب المكسيك.